# Rumänische Eishockeyliga 1972/73
Die Saison 1972/73 war die 43. Spielzeit der rumänischen Eishockeyliga, der höchsten rumänischen Eishockeyspielklasse. Meister wurde zum insgesamt vierten Mal in der Vereinsgeschichte Dinamo Bukarest.

## Hauptrunde

### Tabelle
|    | Klub                   |
| -- | ---------------------- |
| 1. | Dinamo Bukarest        |
| 2. | Steaua Bukarest        |
| 3. | CSM Dunărea Galați     |
| 4. | Avântul Miercurea Ciuc |

Sp = Spiele, S = Siege, U = Unentschieden, N = Niederlagen